# Алевизов ров
Алеви́зов ров — фортификационный ров, существовавший с 1508 по 1814 год на территории Красной площади в Москве. Канал проходил вдоль стен Кремля от Угловой Арсенальной до Беклемишевской башни и соединял Неглинную с Москвой-рекой. Был назван в честь архитектора Алевиза Фрязина (Нового), руководившего строительством сооружения.

## История

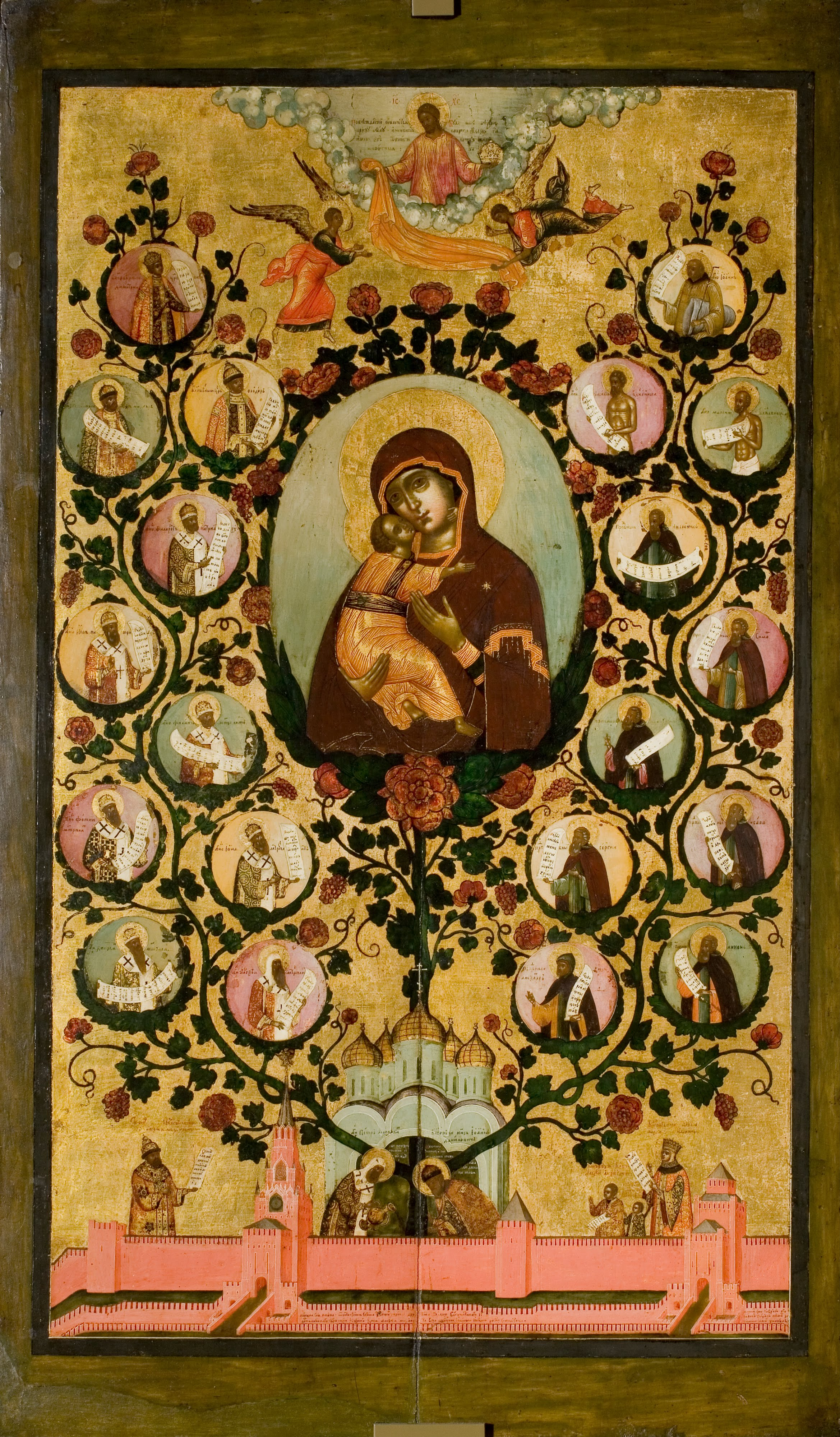
Стены, ров и берма Московского Кремля на иконе «Похвала Богоматери Владимирской», 1668 год

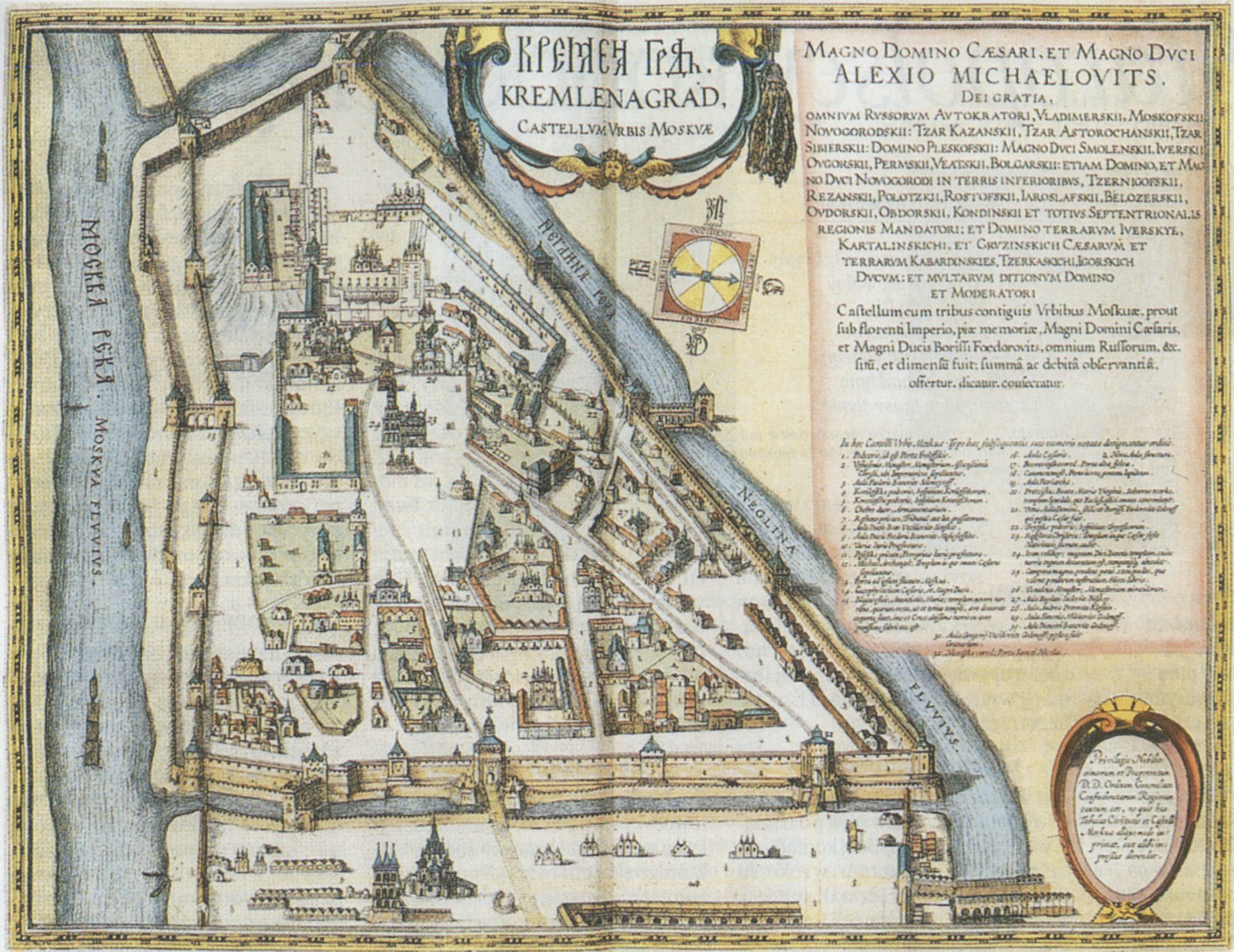
Карта Кремля, XVII век

### Строительство

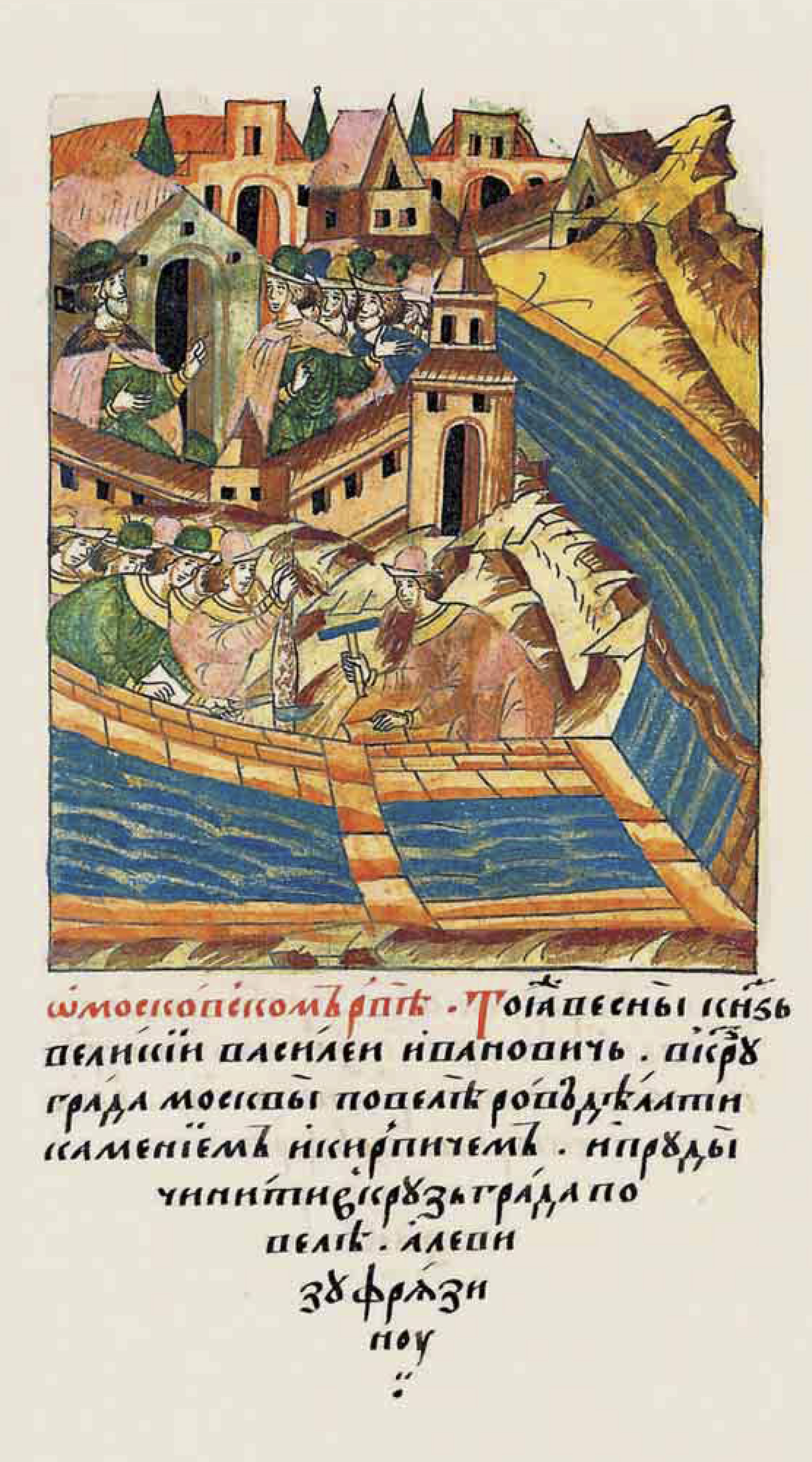
«О московском рве. В ту же весну великий князь Василий Иванович повелел Алевизу Фрязину вокруг города Москвы сделать ров из камня и кирпича и пруды починить вокруг города.» Лицевой летописный свод XVI века. Книга 18

В летописных свидетельствах сохранилось мало данных о создании Алевизова рва. Из Патриаршей (Никоновской) летописи следует, что в 1508 году великий князь Василий III распорядился: «вкруг града Москвы ров делати каменем и кирпичём и пруды чинити вокруг града». В этом же году вдоль восточной стены крепости заложили канал, вода в который должна была поступать из реки Неглинной. Автором проекта выступал архитектор Алевиз Фрязин, отвечавший также за гидротехнические работы. Канал обеспечивал дополнительное укрепление этой части Кремля, которая в отличие от остальных не была защищена естественными водотоками. Траншея была необходима, чтобы помешать неприятелю подвести стенобитные орудия или произвести подкоп. В исторических документах сохранилось упоминание, что «того же лета [1508 год] почали делати стену камену во рве от Неглинны от круглой стрельницы к Никольским воротам». Во время строительства использовали белый камень и кирпич, которыми выкладывали берега и дно канала.
Параллельно с этими работами в 1514 году на Неглинной началось возведение каменных плотин, что должно было подготовить водоток к заполнению полости рва. Первой создали дамбу в устье рядом с Москвой-рекой, к 1515 году построили ещё одну у Боровицких ворот, а в 1516 — третью, а также мост против Рисположенской улицы, которая находилась у Троицкой башни. В результате вдоль течения реки образовались крупные водоёмы, которые стали своеобразными заграждениями, защищавшими западную стену Кремля. Кроме того, на Неглинной выкопали пруды и поставили водяные мельницы. После окончания работ Алевиз Фрязин управлял очисткой прудов Алевизова рва.
Исследователи отмечают, что невозможно достоверно представить ход строительства канала, так как о работах и конструкции рва сохранилось мало сведений. Известно, что сложный рельеф в южной части укреплений требовал создания дополнительной системы шлюзов. В июне 1519 года начался завершающий этап, во время которого «почали копати ров от Неглинны против круглой стрельницы от Торгу». После чего строительные работы были окончены и для запуска канала осталось только убрать межстенную преграду. Канал протянулся от Беклемишевской до Собакиной (Угловой Арсенальной) башни. На проездных Никольских, Спасских и Константино-Еленинских воротах обустроили деревянные подъёмные мосты через ров, которые позднее заменили каменными. Некоторые историки полагают, что в 1533 году по берегам рукотворного водотока возвели кирпичные парапеты с зубцами, напоминавшими выступы на стенах Кремля. В этот же период со стороны Москвы-реки соорудили дополнительную стену с зубьями, которая выполняла оборонительную функцию, а также препятствовала размыву фундамента крепости. Однако согласно другим данным зубчатые ограждения вдоль рва создали только в 1599—1600 годах в правление Бориса Годунова.
Одним из первых иностранцев, упоминавших Алевизов ров, является австрийский дипломат Сигизмунд фон Герберштейн. В книге «Записки о Московии» он рассказывает о большом церковном празднике 1517 года, во время которого над обустройством рва работало свыше ста человек. В 1549 году историк также описал гидрографические сооружения на Неглинной:
<…> перед городом, около высшей части крепости, так запружена,  что разливается в виде пруда; вытекая отсюда, она наполняет рвы крепости, на которых находятся мельницы, и, наконец, как я уже сказал, соединяется с рекой Москвой.
 В 1701 году географ Иван Кирилов так характеризовал Алевизов ров в своём трактате «Цветущее состояние Всероссийского государства»:

<…> ров глубокий, выкладен с обеих сторон каменными стенами: в него первые к ворота Спасские с площади…вторые Никольские; к тем обоим воротам чрез вышеозначенной ров на каменных сводах мосты.
 Кроме того, историк указывает размеры канала. Его длина от Никольских до Константино-Еленинских ворот составляла 506 метров, глубина до зубцов достигала в некоторых местах 12 метров (по другим данным — 13 метров), ширина по дну — до 32 метров, а на поверхности — до 34. Также известно, что на территории Красной площади ров был прорыт шириной более 36 метров.

### XVI—XVII века

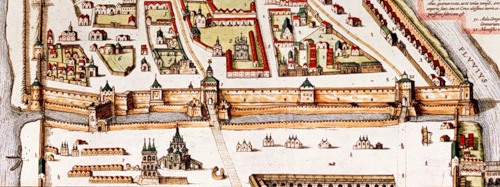
Алевизов ров на Красной площади, XVII век

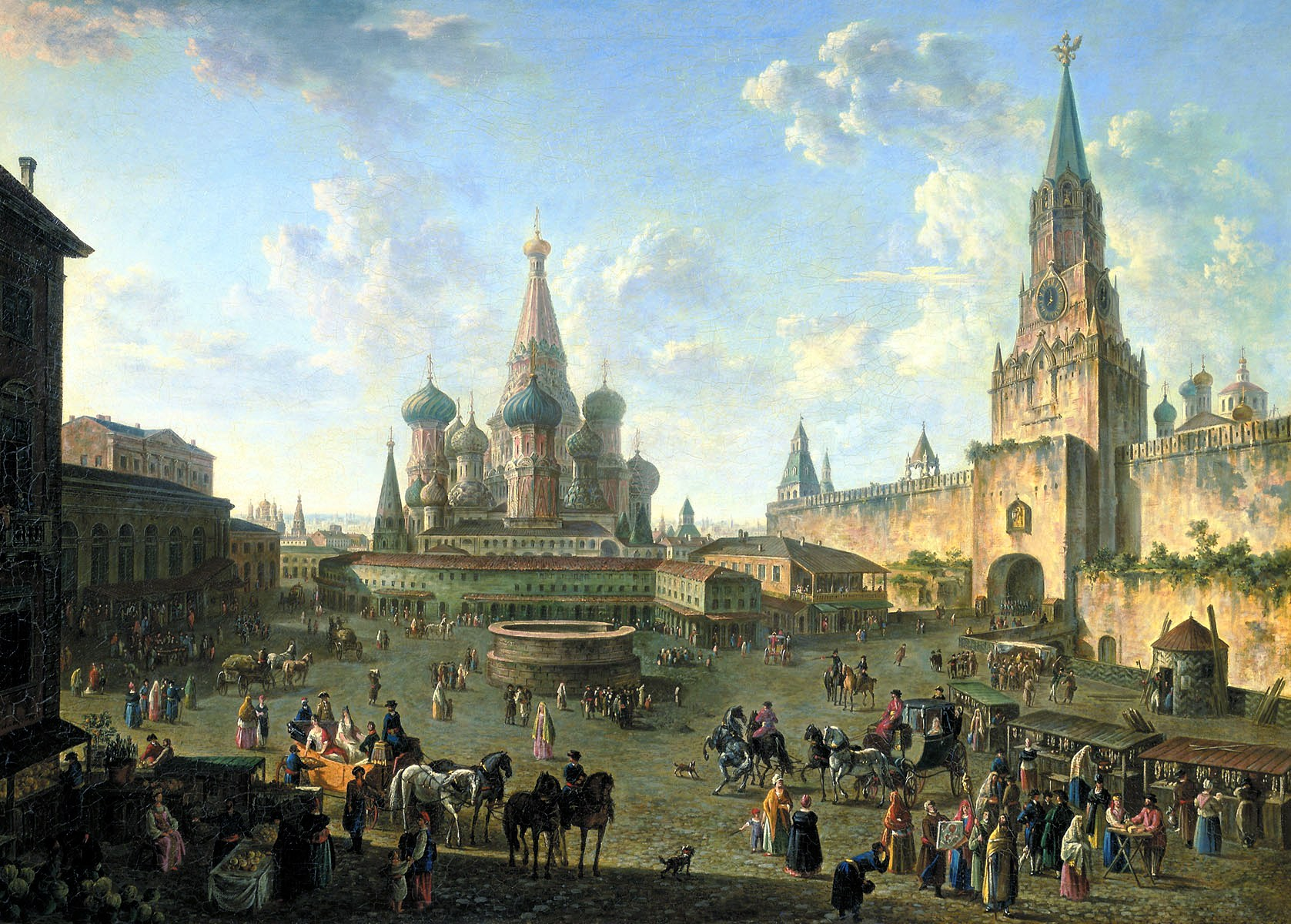
«Красная площадь» Фёдор Алексеев, 1801 год

Согласно свидетельствам иностранных путешественников, во второй половине XVI — начале XVII века часть Алевизова рва между Никольскими и Спасскими воротами осушили. Это указывает на утрату оборонительного значения сооружения. Английский мореплаватель Климент Адамс, посещавший Москву в 1553—1554 годах, в своих воспоминаниях сообщал, что в это время канал не был наполнен. Возможно, что в тот момент проводились очистительные работы, однако по показаниям другого путешественника в 1596-м ров также стоял сухим.
Пустующий канал использовали для разных целей. Так, в правление Ивана Грозного участок близ Никольских и Спасских ворот переоборудовали под зверинец, куда поместили льва и львицу. Животных подарила русскому царю английская королева Мария I Тюдор, однако они погибли в 1571 году во время пожара после ханского набега. По другим данным, львица умерла от голода при осаде крепости. Немецкий опричник Генрих фон Штаден сообщал, что некоторое время в канале также проживал слон, прибывший из Ирана в качестве подарка от шаха Тахмаспа. В книге «Прогулки по допетровской Москве» указывается, что, по легенде, при встрече с необычными животными Иван Грозный узнал об их способности преклонять колени и потребовал, чтобы они выразили ему почтение таким способом. Когда одного из слонов погонщики не смогли заставить выполнить этот трюк, царь якобы распорядился зарезать непокорного зверя. Однако по другой версии животные были измотаны долгим путешествием и наступившей осенью один из них погиб от воспаления лёгких. Для оставшегося слона обустроили бревенчатую пристройку рядом со львиным вольером. Зимой строение отапливали, животное покрывали толстой войлочной попоной и обували в специальные валенки. Кроме того, его поили вином, разведённым с горячей водой. Однако, когда через несколько лет в городе вспыхнула эпидемия чумы, москвичи обвинили заморского зверя и погонщика в распространении заразы. Чтобы успокоить толпу, царь повелел удалить слона и его провожатого в одно из сёл под Тверью.
В начале XVII века по указу Бориса Годунова канал очистили. В правление Алексея Михайловича в Алевизовом рве также поселили слона, которого послал царю персидский шах Аббас II. Однако животное вскоре начало страдать желудочными расстройствами и с наступлением морозов погибло. Высушенную траншею использовали для хранения зелейной казны — припасов пороха и снарядов. Советский историк Татьяна Панова полагает, что Алевизов ров пострадал в Смутное время, а в 1625 году проводился ремонт зубчатой ограды на участке более 80 метров. Известно, что в этот период на площади рядом с каналом размещались церкви, в разное время их количество достигало 15. В названиях храмов обозначалось положение («на рву»), а к имени святого прибавлялось: «на костях и на крови». На территории этих соборов отпевали и хоронили людей, казнённых на Красной площади. В 1680-м церкви вдоль канала разобрали, а местные святыни перенесли в приделы собора Покрова, что на Рву.

### XVIII—XIX века

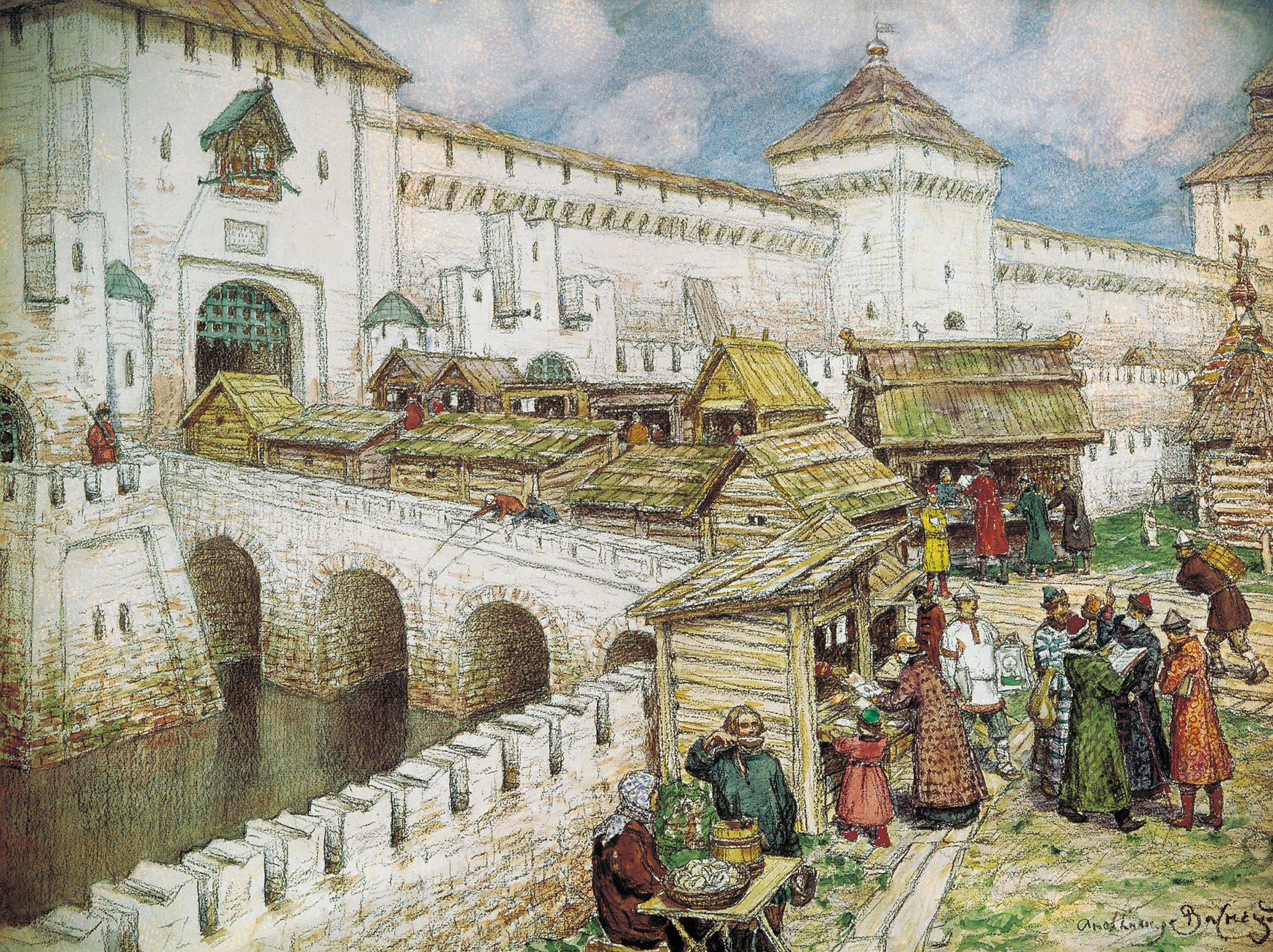
«Книжные лавочки на Спасском мосту» Аполлинарий Васнецов, 1916 год

По указу Петра I в начале XVIII столетия в связи с возросшей угрозой атаки шведов вдоль Кремлёвских стен насыпали земляной вал с бастионами, проложили новый канал, снова наполнили водой Алевизов ров, за которым создали контрэскарп. Берму между водотоком и крепостной оградой обнесли стеной с косыми входами. Рядом с Угловой Арсенальной башней устроили фланки, а у Никольской и Спасской — фланки и редан.
Известно, что в этот период ров на Красной площади относился к ведомству Медицинской канцелярии. На склонах траншеи рядом с Угловой Арсенальной башней располагался аптекарский сад, грунт для которого привозили из других частей города. В 1771 году во время реставрации кремлёвских укреплений Екатерина II распорядилась «употребить по способности для клажи и морения извести» часть рва. В 1782-м водоёмы на Неглинной осушили в связи с обустройством водопроводного канала. В 1786 году при реконструкции Красной площади вдоль траншеи построили двухэтажные торговые лавки.
К началу XIX века Алевизов ров заполнял различный мусор, а кирпичная облицовка сооружения частично осыпалась. В 1802 году Александр I выделил средства на реконструкцию крепости, во время работ мосты у Никольских и Спасских ворот разобрали, а канал на этом участке засыпали. К 1810-му оставшуюся часть траншеи в районе Васильевского спуска использовали для сброса строительных и бытовых отходов. Так, в ров скидывали бракованные керамические изделия: игрушки, светильники, рыболовные грузила. В 1814—1815 годах под руководством архитектора Осипа Бове проходила реставрация Красной площади после войны 1812-го. В этот период торговые лавки вдоль рва снесли, а саму траншею засыпали. У Кремлёвской стены высадили деревья, обустроили бульвар и Кремлёвский проезд. Кроме того, реку Неглинную заключили в кирпичный тоннель, а на месте поймы водотока разбили Александровский сад. По некоторым данным, после этого единственным сохранившимся напоминанием об Алевизовом рве осталось название Собора Покрова Пресвятой Богородицы, что на Рву (храма Василия Блаженного).

## Устройство

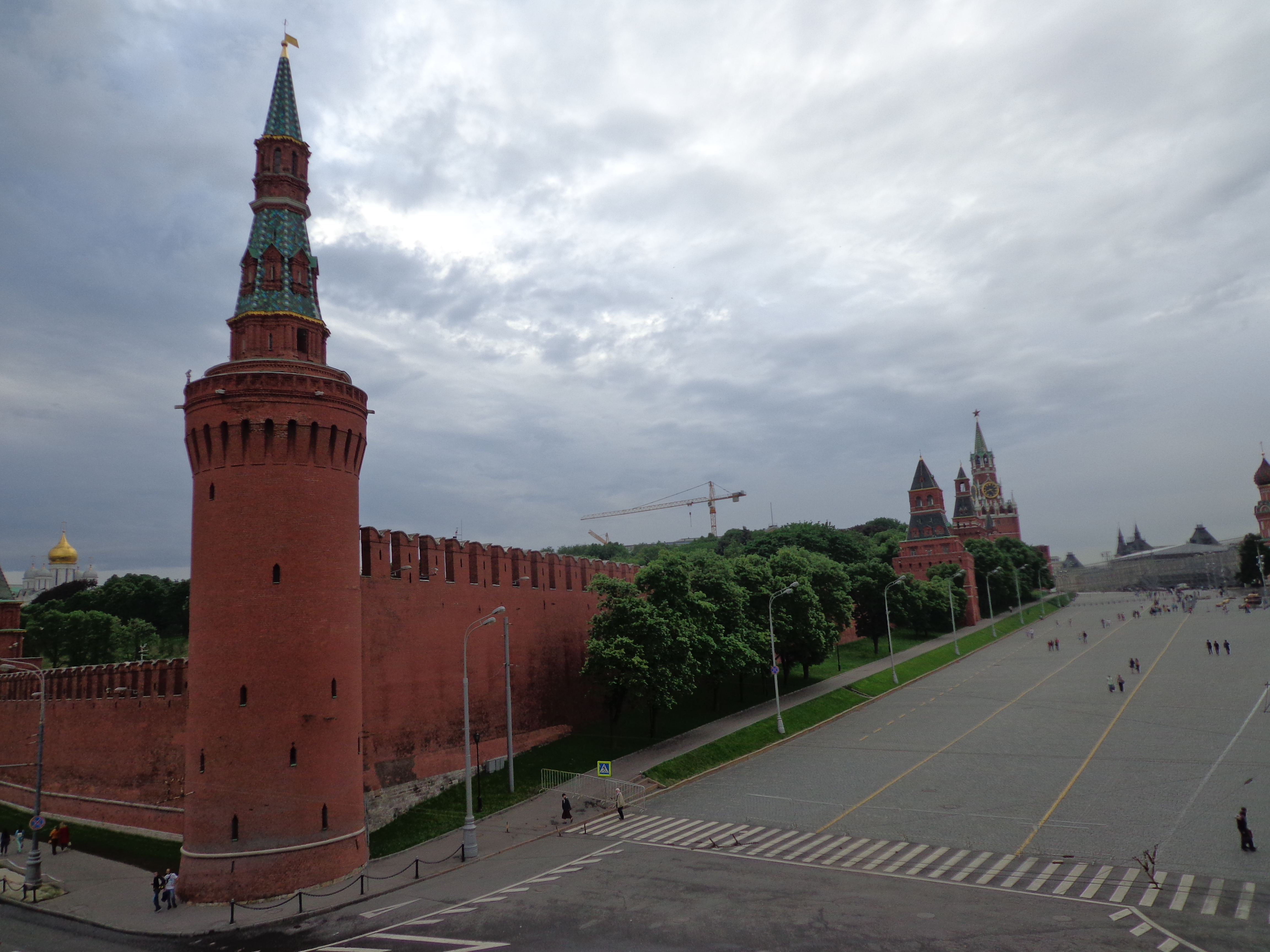
Васильевский спуск и бульвар вдоль Кремлёвской стены, 2013 год

Зимой 1924 года во время обустройства первого Мавзолея Владимира Ленина строители наткнулись на западную стену Алевизова рва. При раскопках в районе Сенатской башни берег канала обнаружили на глубине 2,1 метра, он находился на расстоянии 15,7 метра от стен Кремля. Из-за холодной погоды и короткого срока проводимых работ исследователи смогли вырыть котлован глубиной только три — четыре метра. Тем не менее в стене рва удалось обнаружить арку с пролётом более четырёх метров. Она имела кирпичные своды и известняковую забутовку. В дальнейшем научные изыскания на этой территории удавалось проводить во время ремонтно-строительных работ. Так, в 1958-м при восстановлении покрытия Красной площади возле крепостной стены образовался провал грунта, в результате чего обнаружили разгрузочную арку за западной опорной стеной Алевизова рва.
В 1972—1974 годах у Кремлёвской стены по обеим сторонам от Мавзолея Ленина проходили раскопки, во время которых исследователи наткнулись на остатки западной опорной стены Алевизова рва. Кирпичи в кладке отличались по размеру: длина составляла 27,8—31 см, а ширина — 13,3—16,7 см. Вес изделий варьировался от пяти до семи килограмм. Размер белокаменных блоков составлял 25-30×45-50 см. В Государственном историческом музее представлен один из таких камней, его размеры — 34×114×7,5 см, вес — 5,34 килограмма. Толщина швов на исследованной части траншеи составляла 3,5 см.
В ходе раскопок учёные обследовали участок протяжённостью около 40 метров из 541 метра общей длины Алевизова рва, а также изучили взятый на пробу грунт. В верхней части разреза находились следы гравия, песка и обломки кирпичей, в более позднем слое — крупные куски угля, свидетельствовавшие о пожаре 1812-го. Под ними располагался пласт песка и природного гумуса, содержавший обломки углей и животных костей. Этот слой археологи датировали XVI веком. В книге «Тайны московских подземелий» приводится следующее описание канала на исследованном участке:

Верх стены залегает всего в полуметре от современной поверхности земли. Дна рва при выходе на проектную отметку котлована (−10 метров) достичь не удалось. Внутренняя стена рва оказалась подобной кремлёвской. Один фасад стены, обращённый внутрь рва, был гладкий и наклонный в сторону Кремля на 1,1 метра на 10 метров высоты. Другой фасад стены, обращённый в сторону Кремля, состоял из арок и был вертикальным. Подобным же образом устроены кремлёвские стены. Глубина арок — 1,6 метра. Ширина арки на глубине 10 метров составила 11,5 метра. Расстояние между арками — 5 метров. Стена достигает 4 метров толщины. Западная стена рва была сложена из кирпича на белокаменном основании.
 Часть культурного слоя свидетельствовала об использовании склонов траншеи под Аптекарский сад — были найдены щеп и органические остатки. В верхней части канала находилось большое количество предметов обихода и строительного мусора, которые сбрасывали в канаву в начале XIX века во время ликвидации рва.
Предположительно, Алевиз Фрязин построил ров на месте более старого, который относился к крепости Дмитрия Донского. Археолог Ростислав Леонидович Розенфельдт считал, что на месте рва ранее располагалась промоина-овраг. Канал был выстроен согласно правилам фортификационного искусства, поэтому не примыкал вплотную к стене Кремля, а отделялся от неё бермой. Она давала возможность обстреливать неприятеля фронтальным огнём при возможном нападении. Ширина этого участка достигала 15 метров, возможно, на нём были установлены рогульки и другие искусственные преграды.
В 1990 году на этой территории проводилась комплексная геологическая разведка, во время которой удалось установить ширину рва на участке близ Васильевского спуска. Впервые была зафиксирована толщина восточной стены траншеи: она расширялась от 2,5 метров в верхней части до 7 метров внизу. При этом ширина рва на этом участке варьировалась от 27 до 40 метров, а в придонной части составляла 22,5 метра. Во время исследований учёные также выяснили и глубину канала. Так, рядом с Константино-Еленинской башней она составляла 12 метров, в то время как на участке, расположенном на 50 метров южнее — четыре. Это может свидетельствовать о расположении шлюзового устройства, снабжавшего ров водой. Ниже по течению глубина сооружения снова увеличивалась. В районе Васильевского спуска дном фортификационного сооружения являлись природные отложения известняка, залегавшие на глубине 12 метров и служившие опорой для склонов канала.
Предположительно, при строительстве рва сначала вырыли котлован для стен, и только после их сооружения землю, находившуюся в траншее, выкопали для последующего наполнения рва водой. Исследователи предполагают, что у Константино-Еленинской и Беклемишевской башен располагались шлюзы, благодаря чему нижняя часть рва наполнялась проточной водой через них либо из Москвы-реки. Так, специалисты Центра историко-градостроительных исследований, основываясь на донесениях архитектора Дмитрия Ухтомского, заключили:
[ Алевизов ров  питался] из специальных колодцев, устроенных на выходах водоносных пластов и приуроченных к секторам рва, перегороженного шлюзами. Один из таких колодцев сохранялся до середины XVIII века у Спасской башни и служил для полива Аптекарского сада.
 Согласно этой гипотезе на участке от Никольской до Спасской башни зодчие вскрыли водоносные слои на отметке 10—15 метров, что объясняет значительную глубину сооружения. Эту гипотезу поддержал также археолог Игорь Кондратьев, ссылавшийся на значительную разницу высот Неглинной и Москвы-реки.